# Wolnoje delo
Die Stiftung Wolnoje delo (russisch Вольное дело) wurde 1998 von dem russischen Unternehmer Oleg Deripaska gegründet und ist mittlerweile eine der größten privaten Wohltätigkeitsstiftungen in Russland.

## Zweck
Die Stiftung unterstützt eine Reihe von Initiativen mit einem besonderen Fokus auf Bildung und Kinder. Zweck ist es, wirksame Lösungen für bedeutende gesellschaftliche Probleme in Bereichen wie Bildung, Wissenschaft, Bewahrung des geistigen und kulturellen Erbes, Verbesserung der Gesundheitsfürsorge und der Verbesserung des Zugangs zur sozialen Fürsorge zu finden.

## Name
Das russische Wolnoje delo bedeutet „freiwilliges Geschäft“.

## Daten und Fakten
Ein Jahrzehnt nach der Gründung hatte die Stiftung mehr als 230 Millionen Dollar zugeteilt, um mehr als 400 Wohltätigkeitsprogramme zu unterstützen. Unter den Empfängern der Stiftungsprogramme sind mehr als 86.000 Schulkinder, 4.000 Lehrer, 8.000 Studenten, 4.000 Akademiker, 1.000 Pensionäre und mehr als 1.100 pädagogische, wissenschaftliche, kulturelle, medizinische, sportliche, religiöse und andere Einrichtungen.
Die Stiftung unterstützt die Lomonossow-Universität in Moskau und die Staatliche Universität Sankt Petersburg, das Eremitage-Museum, das Bolschoi-Theater und das Mariinski-Theater und viele andere pädagogische, kulturelle, historische und religiöse Zentren in mehr als 40 russischen Gebieten.